# 예라이 알바레스
예라이 알바레스 로페스(스페인어: Yeray Álvarez López ɟʝeˈɾaj ˈalβaɾeθ[*], 1995년 1월 24일, 바스크 주 바라칼도 ~)는 줄여서 예라이(스페인어: Yeray)라고도 알려진 스페인의 축구 선수로, 현재 아틀레틱 빌바오에서 중앙 수비수로 활약하고 있다.

## 클럽 경력
예라이는 바스크 주 비스카이아 도 바라칼도 출신으로, 2008년에 13세의 나이로 레사마의 아틀레틱 빌바오 유소년부에 입단했다. 그는 청년부 A 소속으로 넥스트젠 시리즈에 참가했고, 이듬해에는 연계 구단인 바스코니아 소속으로 테르세라 디비시온 경기에 출전해 성인 무대 신고식을 치렀다.
2014년 5월 26일, 예라이는 세군다 디비시온 B에 속한 2군으로 승격되었다. 그는 플레이오프전을 포함해 한 시즌 동안 36경기에 출전해 1골을 기록했고, 소속 구단은 19년 만에 세군다 디비시온 무대로 올라섰다.
2015년 8월 24일, 예라이는 0-1로 패한 지로나와의 안방 경기에서 후반전에 후르히 오테오와 교체되어 들어가 첫 프로 무대 경기를 뛰었다. 그는 2015-16 시즌에도 주전 선수로 활약했지만, 시즌을 최하위로 마감하면서 소속 구단은 1년 만에 강등되었다.
2016년 여름, 새 시즌을 앞두고 예라이는 1군으로 승격했는데, 9월 17일에 사수올로 칼초와의 유로파리그 조별 리그 경기에 90분을 소화하며 1군 공식 첫 경기를 뛰었지만 원정 0-3 대패를 막지 못했다. 그가 라 리가 신고식을 치른 경기는 2-1로 이긴 발렌시아와의 사흘 뒤 안방 경기였다.
예라이는 이후 사자 군단의 주전으로 도약해 모든 대회 통틀어 20경기 중 17번의 경기에 출전했다. 그는 유소년 시절부터 성장세를 계속 이어가면서 2008년부터 2016년까지 매 시즌마다 빠짐없이 다른 리그에 출전하는 진귀한 기록을 세웠다: 유소년 무대 5년 중 마지막 해에는 디비시온 데 오노르 후베닐 데 푸트볼에서 활동했고, 바스코니아 소속으로 4부 리그, 2군 소속으로 3부와 2부 리그, 그리고 1군 소속으로 1군에서 활동했다. 그러나 그의 성장세는 2016년 12월 23일에 갑자기 제동이 걸렸는데, 그는 고환암 판정을 받아 일주일 안에 수술을 받게 되었다. 그는 46일 후인 2017년 2월 4일에 0-3으로 패한 바르셀로나와의 경기에서 90분을 소화하며 현장에 복귀했고, 닷새 후에는 계약을 2022년까지 연장했다.
2017년 6월 12일, 추가 암 검진을 받았고, 예라이는 화학적 치료를 받게 되었다. 그 다음 달, 훈련장에 복귀하면서, 그에 대한 존중을 표하기 위해 선수단 전체가 삭발하고 그를 환영했다.
2017년 12월 20일, 예라이는 아틀레틱 23세 이하 선수단의 주장을 맡아 프리미어리그 인터내셔널 컵(2군 대회)에서 스완지 시티를 상대로 승리에 일조했다. 1군 출장 259일 만인 2018년 2월 4일, 그는 1군에 복귀했고,(공교롭게도 이 날은 1차 복귀일로부터 1년 만으로, 두 경기 모두 세계 암의 날에 열렸다) 지로나와의 원정 리그 경기에 출전했지만 0-2 패배를 막지 못했다.
2019년 7월 18일, 예라이는 7년 계약을 맺고 2026년까지 산 마메스에서 활약하게 되었고, €70M의 방출 조항이 붙었다. 2021년 1월 25일, 그는 5-1로 이긴 헤타페와의 안방 경기에서 이케르 무니아인이 넘긴 공을 머리로 밀어넣어 1군 무대 1호골을 기록했다.
2023년 5월 31일, 예라이는 정기적으로 경기에 출전하지 못하게 했던 치골결합염 문제를 해결하기 위해 수술을 받았다. 10월 6일, 그는 허벅지 근육 부상을 입어 또 다른 수술이 필요했고, 이로 인해 4개월 동안 경기에 나설 수 없게 되었다. 2024년 3월, 또 다른 근육 질환으로 인해 그는 RCD 마요르카를 상대로 한 2024 국왕컵 결승에 출전하지 못하게 되었다.

## 국가대표팀 경력
2017년 3월 23일, 예라이는 덴마크와의 친선경기에서 스페인 U-21 국가대표팀 첫 경기를 치렀다. 그는 같은 해 유럽 선수권 대회에도 참가했지만 지병으로 대회 시작 전에 하차했다.
그는 비록 2018년 월드컵 본선에 참가한 23인 최종 명단에 이름을 올리지 못했지만, 6월 3일에 스위스와의 친선경기를 앞두고 훌렌 로페테기에 의해 성인 국가대표팀에 차출되었다. 그는 1-1로 비긴 경기에 후보로 대기했지만, 출전하지 못했다.
예라이는 바스크 대표팀 비공식 경기에도 출전한 적이 있는데, 2020년 11월에 코스타리카와의 첫 경기에 출전했다.

## 경력 통계

### 클럽
2021년 7월 1일 기준
| 구단            | 시즌      | 리그              | 리그 | 리그 | 컵   | 컵 | 대륙 | 대륙 | 기타 | 기타 | 합계 | 합계 |
| 구단            | 시즌      | 리그명            | 출장 | 골   | 출장 | 골 | 출장 | 골   | 출장 | 골   | 출장 | 골   |
| --------------- | --------- | ----------------- | ---- | ---- | ---- | -- | ---- | ---- | ---- | ---- | ---- | ---- |
| 바스코니아      | 2013–14   | 테르세라 디비시온 | 26   | 0    | —    | —  | —    | —    | –    | –    | 26   | 0    |
| 빌바오 아틀레틱 | 2014–15   | 세군다 디비시온 B | 30   | 1    | —    | —  | —    | —    | 6    | 0    | 36   | 1    |
| 빌바오 아틀레틱 | 2015–16   | 세군다 디비시온   | 32   | 0    | —    | —  | —    | —    | –    | –    | 32   | 0    |
| 빌바오 아틀레틱 | 합계      | 합계              | 62   | 1    | 0    | 0  | 0    | 0    | 6    | 0    | 68   | 1    |
| 아틀레틱 빌바오 | 2016–17   | 라 리가           | 26   | 0    | 1    | 0  | 8    | 0    | –    | –    | 35   | 0    |
| 아틀레틱 빌바오 | 2017–18   | 라 리가           | 8    | 0    | 0    | 0  | 4    | 0    | –    | –    | 12   | 0    |
| 아틀레틱 빌바오 | 2018–19   | 라 리가           | 30   | 0    | 2    | 0  | –    | –    | –    | –    | 32   | 0    |
| 아틀레틱 빌바오 | 2019–20   | 라 리가           | 32   | 0    | 6    | 0  | –    | –    | –    | –    | 38   | 0    |
| 아틀레틱 빌바오 | 2020–21   | 라 리가           | 23   | 1    | 6    | 0  | –    | –    | 1    | 0    | 30   | 1    |
| 아틀레틱 빌바오 | 합계      | 합계              | 119  | 1    | 15   | 0  | 12   | 0    | 1    | 0    | 147  | 1    |
| 경력 합계       | 경력 합계 | 경력 합계         | 207  | 2    | 15   | 0  | 12   | 0    | 7    | 0    | 241  | 2    |

1. ↑  세군다 디비시온 플레이오프전 출장 경기 기록 포함
2. 1 2  유로파리그 출장 경기 기록 포함
3. ↑  2021년에 치러진 2020 코파 델 레이 결승전 출장 경기 기록 포함
4. ↑  수페르코파 데 에스파냐 출장 경기 기록 포함

## 수상
아틀레틱 빌바오
- 수페르코파 데 에스파냐: 2020–21[35]
- 코파 델 레이 준우승: 2019–20,[36] 2020–21[37]